# Irisbus Proway
Irisbus Proway − autobus międzymiastowy lub lokalny klasy midi produkowany od 2008 roku w zakładach Kapena w miejscowości Włynkówko koło Słupska na zlecenie firmy Irisbus.

## Historia modelu
Konstrukcję autobusu opracowała włoska firma Cacciamali. Zadebiutował w czerwcu 2008 roku podczas targów Autotec w Brnie. Produkcja w firmie Kapena ruszyła latem 2008 roku. Autobus budowany jest w oparciu o podwozia ciężarówek Iveco Eurocargo produkowane w Brescii, a napędzany jest 6-cylindrowym silnikiem Iveco Tector 6 o pojemności 5880 cm³ i mocy maksymalnej 160 kW (217 KM) przy 2700 obr./min., spełniającym normę emisji spalin Euro 5. Silnik umieszczony jest przed przednią osią. Zawieszenie stosowane w modelu jest w pełni pneumatyczne, sterowane za pomocą układu ECAS.
Autobus powstaje w dwóch wersjach długości całkowitej: 7750 mm oraz 8450 mm. Pojemność luku bagażowego w dłuższym modelu wynosi 2,5 m³. Nadwozie jest wykonywane ze stali o podwyższonych właściwościach antykorozyjnych, albo ze stali nierdzewnej. Krótszy model może maksymalnie pomieścić 28 pasażerów na miejscach siedzących. Dłuższy, w zależności od aranżacji wnętrza, ma od 32 (lokalny) do 34 foteli. Wersja lokalna o 32 fotelach może dodatkowo zabrać 5 pasażerów stojących. Fotele wykonywane są przez włoską firmę Gibicar. Proway może być wyposażony w klimatyzację firmy Webasto. Opcjonalnie, drugie drzwi mogły zostać umieszczone w tylnej części pojazdu umożliwiając instalację rampy do transportu osób na wózkach inwalidzkich. 
Autobus ten jest bliźniaczą konstrukcją w stosunku do modelu Proxys, który jest dostosowany do dłuższych przewozów międzymiastowych a nawet przejazdów turystycznych. Oba te modele mają mocno podkreślony „uśmiech” oraz dużo łagodnych łuków, co jest ich znakiem rozpoznawczym.
Poprzednikiem był model Otoyol Eurobus Tector 31.17/35.17, sprzedawany w niektórych krajach pod marką i w sieci Irisbus co najmniej od 2005 do 2008 roku. Powstał on w wyniku współpracy firm Cacciamali oraz Otoyol i był produkowany w Turcji.